# Paolo Gaspardone
Paolo Gaspardone, detto Gaspa (Asti, 16 luglio 1984), è un pilota motociclistico italiano.

## Carriera
Figlio di Giuseppe Gaspardone (ex crossista di alto livello), debutta nella Supermoto nel 2001 con il Trofeo VOR, supportato dal concessionario Tecnobyke, e l'anno successivo nel Campionato Italiano. Nel 2003 passa al Team Bizzarrini su Honda e nel 2004 debutta nel Mondiale a soli 20 anni.
Nel 2005 entra nell'X Team creato dal padre Giuseppe sempre su Honda, ed entra nella top 10 del campionato nazionale, migliorandosi ancora l'anno successivo.
Nel 2007 entra a far parte del grande Team Honda Assomotor, ma un infortunio incrina i rapporti ed è costretto a finire la stagione con il Team Jolly Roger riottenendo ottimi risultati.
Nel 2008 passa nel Bikers Racing Team (su Husaberg nel 2008 e su KTM nel 2009), e con il supporto di Rigo Racing vince anche il King Of Motard.
Dopo solo tre gare della stagione 2009 il team lascia però libero Paolo, a causa di contrasti all'interno del team. Il pilota si trova così a concludere la stagione da privato, assistito dal Team Honda TDS Nuova Faor.
Sempre nel 2009 arriva la sua prima convocazione al Supermoto delle Nazioni, da parte del Commissario Tecnico della FMI Attilio Pignotti. Con questa convocazione il Team TDS (appartenente ai Team Associati Supermoto, e perciò in disaccordo con la partecipazione al Supermoto delle Nazioni) lascia libero Gaspardone che si ritrova nuovamente a piedi, per la seconda volta nello stesso anno. Il giovane pilota piemontese riesce però a ottenere il supporto del Team Honda Gazza Racing di Massimiliano Gazzarata.
Nel 2010 cambia nuovamente team stabilendosi in V2 Racing, per la prima volta in sella a una TM, mentre dalla seconda prova di Campionato Italiano si presenta in sella a un'Aprilia, sempre del Team V2 Racing, e prima del secondo Gp del mondiale cambia ancora moto per salire su una Honda preparata dall'eclettica V2.
Pilota di buona qualità ma dal carattere difficile, causa che genera quasi per ogni stagione a cambiare team durante l'attività agonistica in corso causandogli non pochi problemi.

## Palmarès
- 2001: 5º posto Trofeo VOR Supermoto (su VOR)
- 2002: Campione Piemontese Supermoto classe Sport (su Honda)
- 2002: Vincitore Trofeo Nord Italia Supermoto (su Honda)
- 2002: 8º posto Campionato Italiano Supermoto classe Sport (su Honda)
- 2002: Vincitore International Cagliari Show (su Honda)
- 2003: 11º posto Campionato Italiano Supermoto classe Sport (su Honda) - infortunio
- 2004: Debutto nel Campionato Mondiale Supermoto
- 2005: 8º posto Campionato Italiano Supermoto classe Sport (su Honda)
- 2005: 29º posto Campionato del Mondo Supermoto S2 (su Honda) - infortunio
- 2005: Vincitore Trofeo National Contest (su Honda)
- 2006: 5º posto Campionato Italiano Supermoto classe Sport (su Honda)
- 2006: 16º posto Campionato del Mondo Supermoto S2 (su Honda)
- 2007: 14º posto Campionato Italiano Supermoto S2 (su Honda)
- 2007: 15º posto Campionato del Mondo Supermoto S2 (su Honda) - infortunio
- 2008: 5º posto Campionato Italiano Supermoto S2 (su Husaberg)
- 2008: 8º posto Campionato del Mondo Supermoto S2 (su Husaberg)
- 2008: Vincitore King Of Motard di Cogliate (su Suzuki)
- 2009: 3º posto Campionato Italiano Supermoto S2 (su Honda)
- 2009: 4º posto Campionato del Mondo Supermoto S2 (su Honda)
- 2009: 4º posto generale al Supermoto delle Nazioni (Team Italia) (su Honda)
- 2010: 9º posto Campionato Italiano Supermoto S1 (su Honda)
- 2010: 12º posto Campionato del Mondo Supermoto S1 (su Honda)
- 2010: 12º posto Superbikers di Mettet (su Honda)
- 2011: 9º posto Campionato Italiano Supermoto S1 (5 gare su 6) (su Honda)